# 卡爾峰 (皇帝山脈)
47°33′56″N 12°18′56″E / 47.56556°N 12.31556°E

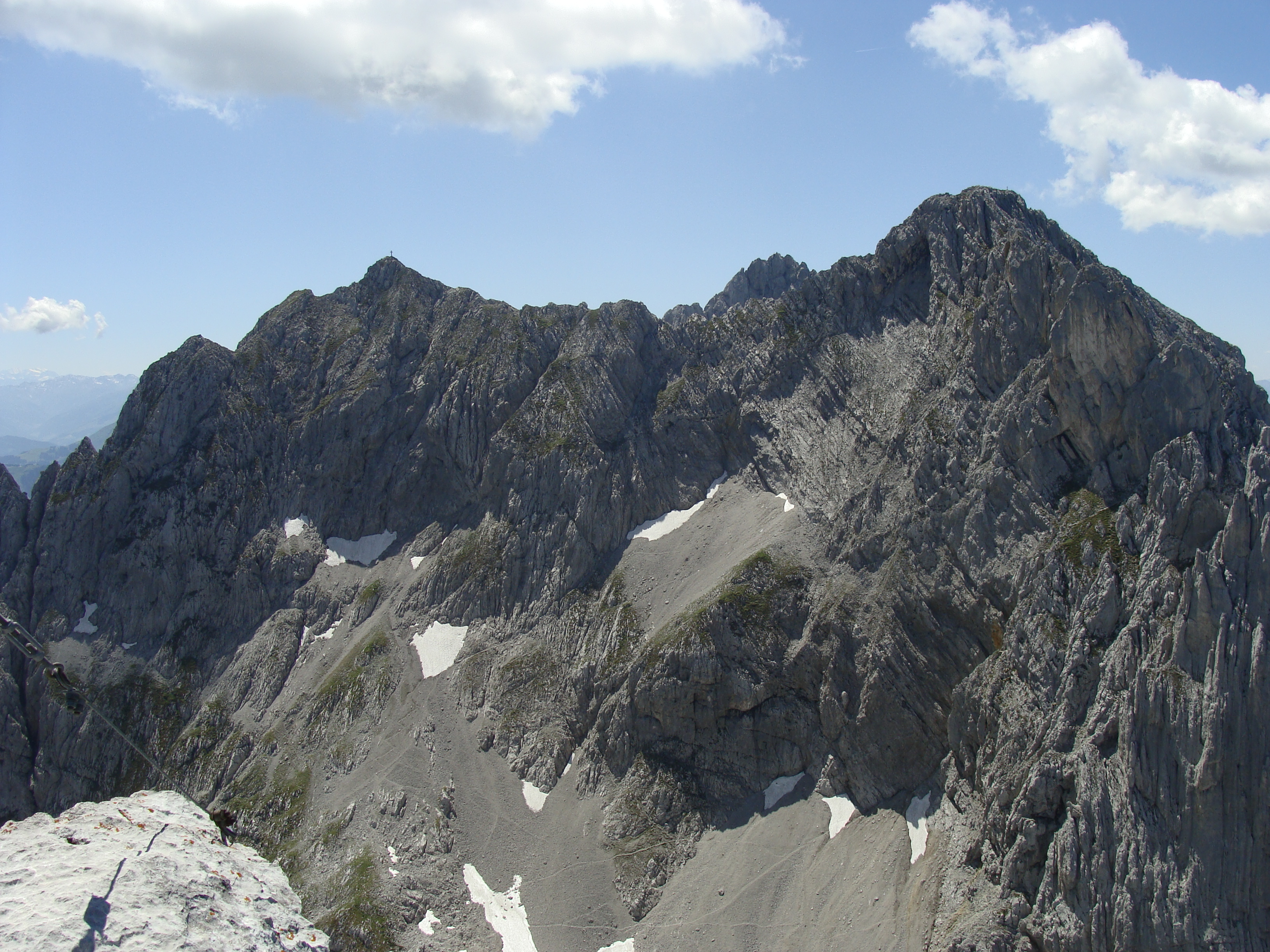

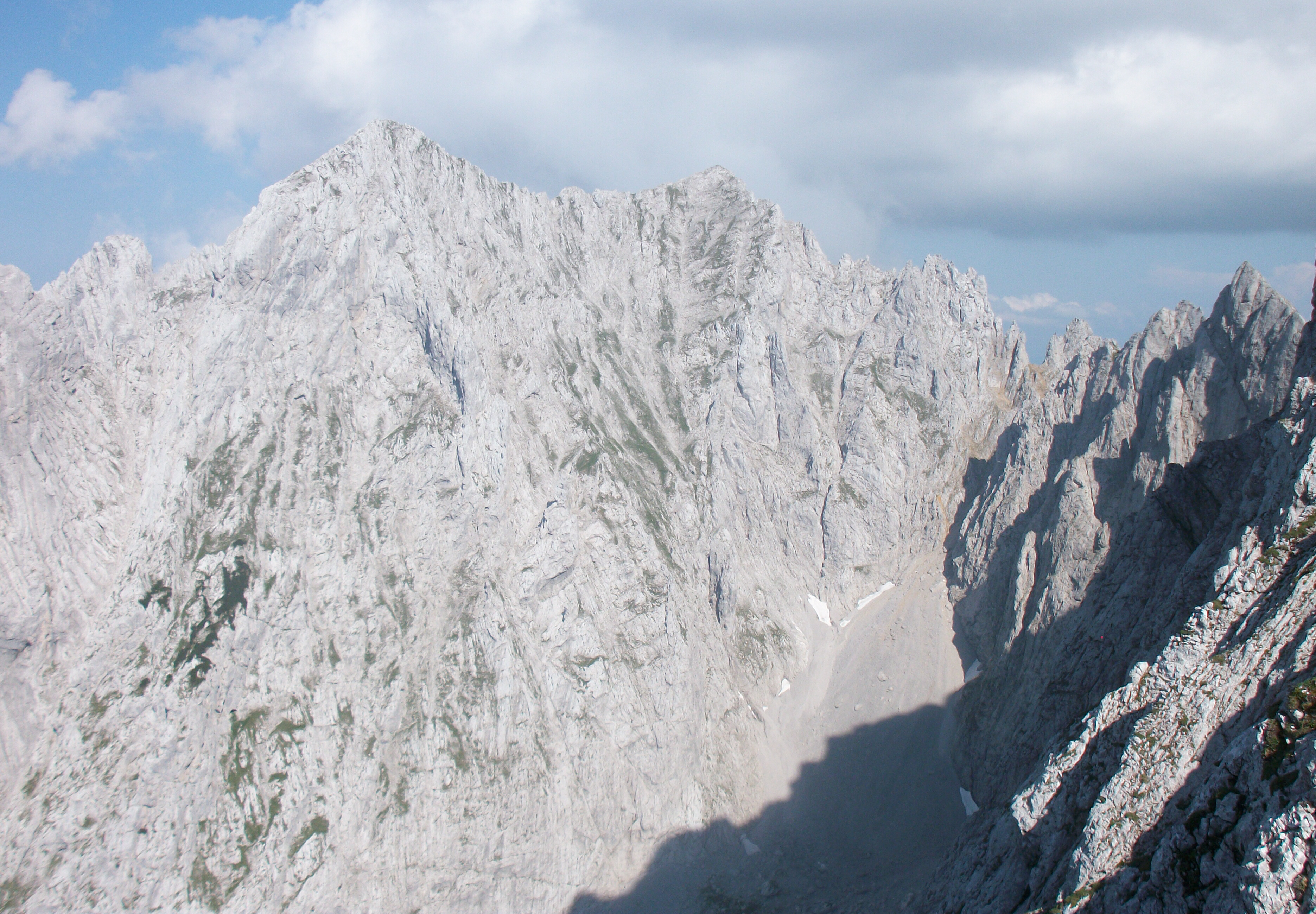

卡爾峰（德語：Karlspitzen），是奧地利的山峰，位於該國西部，由蒂羅爾州負責管轄，屬於皇帝山脈的一部分，距離埃爾毛爾哈爾特山1公里，海拔高度2,281米。